# 兵庫島公園
兵庫島公園（ひょうごじまこうえん）は、東京都世田谷区玉川三丁目にある公園。多摩川と多摩川に合流する野川の河川敷を利用した公園である。

## 概要
兵庫島公園は、国道旧246号（大山街道）二子橋と、国道246号（東京・横浜バイパス）新二子橋の間の多摩川河川敷に位置し、多摩川と野川の合流部に位置する「兵庫島」を基に作られた公園である。ただし現代、「兵庫島」を含めて公園は島ではなく、上流側は新二子橋の下を境に同じく河川敷にある二子玉川緑地と接している（なお、以前の状態については#「兵庫島」の由来を参照）。1988年に「兵庫島河川公園」として整備され、現在は「兵庫島公園」となっている。
公園内には「兵庫島」が丘として残っており、「兵庫島」を中心として木々が生い茂り武蔵野の緑を今に残している。「兵庫島」の上流側には、開放的な芝生広場もある。
また、三方を多摩川・野川に接している他、公園内中央には人造の池である「兵庫池（ひょうたん池）」があり、また上流側からは「ひょうたん池」に注ぎこむ人造の小川が整備されており、水に親しみやすい公園である。
ただし、多摩川は「あばれ川」と称されるほどの川であり、現在も公園付近は川の流れが狭く蛇行していることもあって、公園付近の水の流れは急であり水深も比較的深い。そのため、この公園付近の多摩川では水死事故が度々発生している。特に2005年に発生した保育園児の水死事故に関しては公園内に注意看板が立てられている。周囲の土地柄や行きやすさから子どもを連れた散策に適した公園であるが、子どもの安全には強く注意を要する。子どもの水遊びは小川で行わせたほうが良い。
兵庫島から多摩川を望んだ時に広がる風景は、池や小川が人造ではあるものの、東京23区内では貴重な緑と水の溢れる風景であり、周辺住民に親しまれている。隣接する二子玉川緑地を介して河川敷公園が連続しているため散歩に訪れる人も多い他、兵庫島公園が二子玉川駅に近く、二子玉川緑地が住宅地に隣接しているため、通勤時に利用する人もいる。
なお、河川敷にあるため、川が増水した際は利用できなくなる。

## 交通
東急田園都市線・東急大井町線：二子玉川駅（徒歩5分）
- 西口から駅外に出たのち、玉川通りを左側の多摩川方向に向かう。二子橋の側道を降りた右手から河川敷に降りてすぐ、兵庫橋を渡ると兵庫島公園の敷地内である。

## 施設
- 兵庫島

公園中央の丘。木が茂っており、中央にあずまややトイレなどがある。
- 兵庫池（ひょうたん池）

公園中央の池。瓢箪型をしている。公園内の表示は「兵庫池」とするものと、「ひょうたん池」とするものがある。水は野川から取水したものを簡易浄水し、ポンプでくみ上げて小川を通して引いている。池の水は澱んでおり、鯉が多数放されているが、水遊びには適さない。この水は兵庫橋の脇から野川に戻している。
- 枯れ流れ

兵庫池に流れ込む小川。雨水のみ流れる「枯れ流れ」の部分と、2か所の噴水により放水されている部分がある。噴水は野川の浄化設備を利用したもので、野川から取水したものを簡易浄水しポンプでくみ上げている。公園内の水辺ではもっとも水遊びに適するが、川底はコンクリート造で転倒に注意が必要であるほか、浄水施設が機能を失っており富栄養化が著しいという説あり。放水する時間が決まっていることと、魚道はなく流れが早いためか、魚はいない。
- 芝生広場

新二子橋手前の芝生広場で、地下に野川の浄化設備がある。
- 砂利広場

多摩川沿いの砂利が広がる河原。水死事故多発につき注意。
- 茶店（玉川屋）

兵庫島と芝生広場の間にある、多摩川随一の歴史があるという茶屋。夏季の主に土休日を中心に営業。自販機は通年稼動している。隣には夏季に営業するカフェ「PEACE」がある。
- トイレ

兵庫島と新二子橋下に2ヶ所。兵庫島のものは車椅子対応。
- 兵庫橋

二子玉川駅方面からの入口。野川にかかる橋。

## 「兵庫島」の由来
「兵庫島」のある場所は、古来は多摩川と野川のデルタ地帯であり、兵庫島ももともとは完全に島の形をしており、また洪水のたびに何度か移動していたという。それが、洪水によって他の河川敷と陸続きになり、現在に至る。
公園の掲示等によると、「兵庫島」の名がつけられたのは中世である。
1358（正平13）年に新田義貞の次男である新田義興が、兵庫島の上流の矢野口（現・東京都稲城市。この件については後述）の渡で多摩川を渡河した際に江戸荘領主の江戸遠江守の策略によって、底に栓が仕掛けられた船に乗ってしまう。船頭が栓を抜いて逃げるのと同時に足利方軍勢が攻めかかり、義興はもはやこれまでと自害する。しかし、気強い従者達には川を泳ぎきって敵兵に立ち向かい、自害して果てる者もあった。中でも由良兵庫助・新左衛門の兄弟は、舳先にたち、刀を逆手に取り直して互いに自分の首を切り落とした。
その壮絶な死を遂げた由良兵庫助の死体が多摩川と野川の合流部にあるデルタ地帯の島に流れ着いたのであるが、これに対して村人達は災いを恐れて兵庫助をこっそりとこの島に供養した。これが兵庫島の名の由来であるとされる。
不思議なことに、この中州はその後どんな洪水のときでも流されることはなく現在まで残ったという。
なお、東京都大田区の新田神社の記事に示されているとおり、義興主従の最期の地は同神社付近の「矢口渡」とするのが一般である。ただし、そうであれば矢口渡よりも数キロも上流の兵庫島に兵庫助が流れ着くはずはない。また当公園に関する案内や資料には「稲城長沼の渡し」や「府中付近」などの文字が見られることがある。そのため、「矢口渡」は「矢の口（矢野口）の渡」の誤りではないか、とする説があり、本記事はそれに拠っている。これと対立する説を付言すると、当時の多摩川は川幅が現在よりもはるかに広く、満潮時には逆流したことも考えられるため、矢口渡から死体が流れ着くことも考えられるとするものがある。

## その他
- 兵庫池の池底・枯れ流れの川底はコンクリートで造成されたもので、水草等は全く生えていない。そのため、年に数度水を抜き、清掃作業が行われる。そのほか、多摩川増水後にも清掃作業が行われる。枯れ流れには常に小石が投げ込まれたり藻が茂るため、定期的に掃除が行われている。
- バーベキュー・花火は条例で禁止。
- 管理者は玉川地域公園管理事務所

## 歴史
- 1358年（正平3年） - 由良兵庫助の死体が流れ着き、村人が供養する。
- 1988年（昭和63年） - 整備が行われ「兵庫島河川公園」として完成する。
- 1989年（平成元年） - 兵庫島河川公園として手づくり郷土賞（生活の中にいきる水辺）受賞[2]。